# For the Win
For the Win (À Vitória) é o segundo romance de ficção científica para jovens adultos do autor canadense Cory Doctorow. Foi lançado em maio de 2010. O romance está disponível gratuitamente no site do autor, como um download do Creative Commons, e também é publicado em papel tradicional pela Tor Books.

## Etimologia
A expressão "For the Win" representa algo legal ou bom, geralmente usado entre os jogadores. Esta frase pode ser usada para a vida online e real.

## Enredo
Neste livro, Cory nos diz que a qualquer hora do dia ou da noite, milhões de pessoas em todo o mundo estão envolvidas em jogos on-line para vários jogadores, buscando e lutando para ganhar "ouro" virtual, jóias e artefatos preciosos. Enquanto isso, outros procuram explorar essa vasta economia paralela, executando fábricas eletrônicas nos países mais pobres do mundo, onde inúmeros "fazendeiros de ouro", vinculados ao trabalho por contratos abusivos e ameaças físicas, colhem tesouros virtuais para seus empregadores venderem para os jogadores do Primeiro Mundo que estão dispostos a gastar dinheiro real para pular diretamente para uma jogabilidade de nível superior.
Mala é uma jovem brilhante de 15 anos da Índia rural, cujas habilidades de liderança em combate virtual lhe renderam o título de "General Robotwalla". Em Shenzen, coração do boom industrial da China, Matthew está desafiando seus ex-chefes para criar sua própria equipe de sucesso de cultivo de ouro. Leonard, que se chama Wei-Dong, vive no sul da Califórnia, mas passa as noites lutando batalhas virtuais ao lado de seus amigos na Ásia, a um mundo de distância. Todos esses jovens, e muito mais, se envolverão com a misteriosa jovem chamada Big Sister Nor, que usará sua experiência, seu conhecimento da história e suas conexões com os organizadores do mundo real para transformá-los em um movimento que pode desafiar o status quo.